# マスク・オブ・ゾロ
『マスク・オブ・ゾロ』（The Mask of Zorro）は、1998年製作のアメリカのアクション映画。マーティン・キャンベル監督、アントニオ・バンデラス、アンソニー・ホプキンス、キャサリン・ゼタ＝ジョーンズ出演。歴代の『怪傑ゾロ』映画として初めて、スペイン人であるバンデラスがゾロを演じた。日本語字幕は菊地浩司。
この作品はヒットを記録し、2005年には引き続きキャンベル監督、バンデラス、ゼタ・ジョーンズ出演による続編『レジェンド・オブ・ゾロ』が制作されている。

## あらすじ
1821年、メキシコはスペイン植民地からの独立を達成した。ラス・カリフォルニアス（現在のカリフォルニア州）の最後のアルタ・カリフォルニア総督であったラファエル・モンテロは、民衆の不満が高まりサンタ・アナ率いる革命軍の侵攻が迫る中、農民の処刑を餌に宿敵の覆面剣士「怪傑ゾロ」を捕らえようとする。しかし、その策謀はゾロを英雄視する農民たちによって妨げられる。その中には、ホアキンとアレハンドロの幼い兄弟の姿があった。ゾロは戦いの最中にその兄弟に助けられ、彼らの勇気を称えて自身が首から下げていた銀のメダルを贈る。その後、ゾロはラファエルと対峙し、「二度とこの地に帰ってくるな」と警告して、剣で彼の首筋に「Z」の字を刻みこむ。そして、愛馬トルネードに跨って朝日に剣を閃かせ、歓声を上げる観衆の前を走り去った。
ゾロは、最愛の妻エスペランザと生まれて間もない愛娘エレナが待つ邸宅に帰還し、覆面を脱いでスペイン貴族ディエゴ・デ・ラ・ベガに戻る。ディエゴは、今回の戦いでゾロの仕事は終わったとして、ゾロを引退するつもりでいた。しかし、そこに多数の部下を率いたラファエルが現れる。ラファエルは、ゾロの正体をディエゴだと見抜いており、彼を拘束しようする。ディエゴはラファエルと激しい戦いを繰り広げるが、その最中にエスペランザが殺され、邸宅が全焼。エレナもラファエルに奪われてしまう。ディエゴ自身も拘束され、収容施設に投獄されてしまった。これによって、民衆の英雄ゾロは、世間から姿を消した。
20年後。大人になったアレハンドロとホアキンは、旅行者から金銭を騙し盗るなどの犯罪に手を染め、「ムリエッタ兄弟」として賞金首になっていた。ホアキンの首には、20年前にゾロからもらった銀のメダルが、今もかけられていた。しかし、逃亡中にアメリカ人の軍人ハリソン・ラブ隊長にホアキンが殺されてしまう。アレハンドロは、兄の形見となった銀のメダルを手に、悲しみに暮れる。
同じ頃、ラファエルがカリフォルニアに再び帰ってきた。長い投獄生活を送っていたディエゴは、その事実を知ると収容施設を脱獄。ラファエルが帰還した海岸にて雪辱の機会を狙うが、そこでラファエルの娘として美しく成長したエレナを目の当たりにし、性急な行動を思いとどまる。その後、ディエゴは街の飲み屋で、20年前に自分が勇敢な兄弟に贈った銀のメダルを首に下げている青年に出会う。その青年、アレハンドロは、兄が殺されたショックと悲しみで酒に溺れており、自暴自棄になって酒代のために銀のメダルを手放そうとしていた。アレハンドロは、ディエゴがかつての民衆の英雄ゾロだと知ると、兄の敵討ちを望む。ディエゴは、アレハンドロを自身の後継者にしようと決め、剣術をたたき込み、民衆の奉仕者たる品格を説き、徹底的に鍛え上げる。
そんな中、アレハンドロとディエゴは、スペイン貴族を装ってラファエルのパーティーに紛れ込む。エレナと情熱的なダンスを交わしたアレハンドロは、ラファエルが地主達を抱き込んでサンタ・アナの領地から密かに金鉱山を発掘し、メキシコからカリフォルニアを買い取って再び統治者に納まろうとしていることを知る。ディエゴは、アレハンドロにゾロの覆面 (mask of Zorro) を譲り、ラファエルの邸に忍び込ませる。ゾロとなってラファエル邸に侵入したアレハンドロは、ラファエルとラブ隊長を退け、鉱山の場所を記した地図を盗み出す。さらに、エレナとも対決し、ドレスを破って打ち負かした。
金鉱山の所在が公になるのを恐れたラファエルは、鉱山を鉱夫ら諸共爆破して証拠の隠滅を目論む。ゾロ(アレハンドロ)はその野望を挫くため鉱山へ行き、ディエゴはエレナに自分が本当の父親であることを告げ、2人でゾロを助けに向かう。ゾロとディエゴは、それぞれの仇敵・ラブ隊長とラファエルとの決闘となり、エレナは囚われていた鉱夫たちの解放に奔走する。激しい決闘の末、ゾロはラブ隊長の剣を奪い、それを彼の胴体に突き刺して勝利する。さらに、ディエゴによってラファエルが黄金を積んだトロッコと共に墜落。ラブ隊長もそのトロッコに巻き込まれる。その後、鉱山は大爆発するも、ゾロとエレナは鉱夫達の救出に成功。戦いの最中にラファエルから銃弾を受けたディエゴは、アレハンドロに後を託し、取り戻した娘の腕の中で息を引き取った。やがて、アレハンドロとエレナは結婚し、息子にも恵まれ、カリフォルニアには怪傑・ゾロが返り咲いたのだった。

## 登場人物
ドン・ディエゴ・デ・ラ・ベガ / 初代ゾロ
演：アンソニー・ホプキンス
カリフォルニアの名士であるスペイン貴族。かつて民衆を守る英雄「ゾロ」として活躍していたが、ゾロとしての仕事を終えたその日に正体を見破っていたラファエルによって捕らえられ、妻は死亡、娘のエレナとは引き裂かれることになる。それから20年後、ラファエルがカリフォルニアに帰還したその日に海岸で大衆に紛れて復讐を果たそうとするが、何も知らずにラファエルにより育てられていたエレナの姿を見て思いとどまる。後継者としてアレハンドロを鍛え、育てる。
エスペランザ・デ・ラ・ベガ
演：フリエタ・ローゼン
ディエゴの妻。美しく貞淑な女性で、夫のディエゴのみならず、ラファエルからも思いを寄せられていた（ラファエル曰く、本来は自分の妻にする予定であった）。ゾロとして活躍するディエゴを心配していた矢先、その不安が的中。敵の銃弾からディエゴを庇い、犠牲となる（ちなみに彼女を撃った兵士は直後、ラファエルに刺殺された）。
エレナ・モンテロ
演：キャサリン・ゼタ＝ジョーンズ
ディエゴとエスペランザの娘。幼児の折母エスペランザを失い、父ディエゴと引き離された末、ラファエルの娘として育てられる。一見美しい貴族の娘だが、父親譲りの強い気性の持ち主。また、4歳の頃から剣の指導を受けており、アレハンドロと互角に渡り合うほどの剣の腕前を持つ。
アレハンドロ・ムリエッタ / 二代目ゾロ
演：アントニオ・バンデラス、（少年期）ホセ・マリア・デ・タヴィラ
ホアキンの弟。幼い頃に両親を失い、兄と共に教会で世話になっていた。その頃にゾロ（ディエゴ）に出会い、彼のピンチを助けている。大人になってからは、兄と2人合わせて200ペソの賞金首「ムリエッタ兄弟」として指名手配されていた。ガルシアを騙してお宝を馬車ごと手にした直後、ラブ率いる部隊と遭遇。ラブにホアキンを殺されてしまう。ホアキンを失った後、酒場で自暴自棄になっていた時にディエゴと出会い、剣術や心得など様々な教えを受ける。これを機に精神的にも肉体的にも成長していき、さらにはエレナとも恋に落ちる。
ホアキン・ムリエッタ
演：ヴィクター・リヴァース、（少年期）ディエゴ・シエレス
アレハンドロの兄。幼少期にアレハンドロと共にゾロを助け、そのお礼に銀のメダルを贈られる。大人になってからは、弟と2人合わせて200ペソの賞金首「ムリエッタ兄弟」として指名手配されていた。ラブに撃たれて負傷し、自らは逃げ切れないと判断、アレハンドロを逃がした直後、追っ手に取り囲まれた際に銃で自決した。その首はラブに斬りおとされ、酒を飲む為のコレクションにされた。ゾロからもらった銀のメダルをずっと持ち続けていたが、死後は形見としてアレハンドロの手に渡る。
ドン・ラファエル・モンテロ
演：スチュアート・ウィルソン
スペイン領カリフォルニア最後の総督。ゾロことディエゴに敵愾心を抱く一方、エスペランザに思いを寄せていた。彼女が自分とディエゴの戦いの巻き添えになって死亡した直後、ディエゴを捕らえて牢獄へ送り、エレナを自分とエスペランザの娘として育てた。それから20年後、ある野望を胸に抱えてカリフォルニアへと戻る。
ハリソン・ラブ
演：マット・レッシャー
アメリカ人の軍人で階級は大尉。ラファエルがカリフォルニアに帰国後、私兵部隊の隊長として雇われていた。剣術と拳銃の使いに手慣れている。勇敢な軍人だが、自ら手にかけたホアキンの首とジャックの手首を瓶詰めにするなど冷徹な一面を持つ。
ドン・ルイス
演：トニー・アメンドーラ
ラファエルと深い繋がりのある有力地主。彼のおかげで他の地主共々、サンタ・アナに土地や財産を没収されること無く生き長らえることが出来た。それから20年後、カリフォルニアに戻ってきたラファエルの野望達成に、重要な役割を果たす。
ドン・ペドロ、ドン・ヘクトール、ドン・フリオ
演：ペドロ・アルメンダリス・Jr、モイセス・スアレス、ウンベルト・エリゾンド
カリフォルニアの地主達。ラファエルとは旧スペイン領時代からの付き合いだが、ルイスほど信頼しているわけでもない。
ガルシア
演：ホセ・ペレス
メキシコ軍の下士官で、階級は伍長。ムリエッタ兄弟やジャックに部下共々騙され、お宝を積んだ馬車を奪われた。アレハンドロと因縁がるのか、その後も何度も対峙する。
三本指のジャック
演：L・Q・ジョーンズ
左手の指が3本の中年のならず者。かなりのベテランだが仲間のアレハンドロやホアキンと違い、賞金を掛けられていない。お宝を手にした直後、ラブに撃たれ死んだかと思われていたが、金鉱山で働かされていた。地主たちが鉱山を訪れた際に、ラブに銃殺された。

## 日本語吹替
| 役名                                  | 俳優                         | 日本語吹替                                                                                            | 日本語吹替                                                                              |
| 役名                                  | 俳優                         | ソフト版                                                                                              | 日本テレビ版                                                                            |
| ------------------------------------- | ---------------------------- | --- | --------------------------------------------------------------------------------------- |
| アレハンドロ・ムリエッタ / 二代目ゾロ | アントニオ・バンデラス       | 大塚明夫                                                                                              | 森田順平                                                                                |
| ディエゴ・デ・ラ・ベガ / 初代ゾロ     | アンソニー・ホプキンス       | 津嘉山正種                                                                                            | 樋浦勉                                                                                  |
| エレナ・モンテロ                      | キャサリン・ゼタ＝ジョーンズ | 松熊明子                                                                                              | 石塚理恵                                                                                |
| ドン・ラファエル・モンテロ            | スチュアート・ウィルソン     | 有川博                                                                                                | 野沢那智                                                                                |
| ハリソン・ラヴ大尉                    | マット・レッシャー           | 大塚芳忠                                                                                              | 家中宏                                                                                  |
| ドン・ルイス                          | トニー・アメンドーラ         | 坂口芳貞                                                                                              | 坂口芳貞                                                                                |
| 三本指のジャック                      | L・Q・ジョーンズ             | 千田光男                                                                                              | 小林清志                                                                                |
| エスペランザ・デ・ラ・ベガ            | フリエタ・ローゼン           | 高島雅羅                                                                                              | 土井美加                                                                                |
| ホアキン・ムリエッタ                  | ヴィクター・リヴァース       | 大友龍三郎                                                                                            |                                                                                         |
| ドン・ペドロ                          | ペドロ・アルメンダリス・Jr   | 中庸助                                                                                                |                                                                                         |
| アルマンド・ガルシア伍長              | ホセ・ペレス                 | 田中亮一                                                                                              |                                                                                         |
| その他                                | N/A                          | 私市淳 野島健児 仲野裕 宝亀克寿 島香裕 辻親八 小山武宏 山像かおり 田中正彦 中田雅之 滝沢ロコ 落合るみ | 池田勝 辻親八 廣田行生 星野充昭 水間真紀 出口佳代 清水敏孝 浅野るり 河内麻友子 楠見尚己 |
| 日本語版制作スタッフ                  |                              | |                                                                                         |
| 演出                                  | 演出                         | 向山宏志                                                                                              | 佐藤敏夫                                                                                |
| 翻訳                                  | 翻訳                         | 松崎広幸                                                                                              | たかしまちせこ                                                                          |
| 調整                                  | 調整                         | 金谷和美                                                                                              | 栗林秀年                                                                                |
| 音響・効果                            | 音響・効果                   | | VOX 猪飼和彦                                                                            |
| プロデュース                          | プロデュース                 | 吉岡美惠子                                                                                            |                                                                                         |
| 制作                                  | 制作                         | ACクリエイト                                                                                          | スケアクロウ                                                                            |
| 初回放送                              | 初回放送                     | | 2001年10月12日 『金曜ロードショー』                                                     |

## 音楽
- サウンドトラック - 1998年7月7日リリース。
- 「en:I Want to Spend My Lifetime Loving You」 - 映画のエンドロールで流れ、ヨーロッパではシングルとしてリリースされた。

## その他
- ラブの制服は1870年代以降のもので、騎兵が使っていたライフルも1860年代に登場したものである。劇中の時点ではシャコー帽を着用しており、フリントロック式のカービン銃を採用していた。
- 貴族のふりをしたアレハンドロはパリ・リスボン・サンフランシスコ経由でやって来たとモンテロに言っているが、サンフランシスコと改称するのは1847年1月で、1841年当時にはヤーバ・ブエナ（英語版）と呼ばれていた。
- アレハンドロの召使いを装う際にディエゴは「ベルナルド」と名乗るが、これは原作に登場する主人公ディエゴが持っていた召使いの名でもある。
- サウンドトラックには、劇中のアレハンドロとエレナの踊るタンゴだけが収録されていない。